# Partido Laborista de la Mancomunidad
El Partido Laborista de la Mancomunidad fue un partido político en las Bahamas. Participó en las elecciones generales de 1972, en las que solo recibió 254 votos sin obtener ningún escaño.